# Уэллс, Вернон
Вернон Уэллс (англ. Vernon Wells; род. 31 декабря 1945 года) — австралийский и американский характерный актёр. Стал известен в 1980-х после участия в нескольких успешных фильмах (Безумный Макс 2, Коммандо).

## Избранная фильмография
- Безумный Макс 2 (1981) — Вез
- Коммандо (1985) — Беннетт
- Ох, уж эта наука (1985) — лорд-генерал
- Fortress (1986 film) (1986)
- Внутренний космос (1987) — Айго
- Человек на ринге (1987) — Ру Маркус
- Невидимый враг / Enemy Unseen (1989)
- Американский орёл (1989)
- Человек-микросхема (1990)
- Креветка на сковородке (1990)
- Крепость (1992) — Мэддокс
- Ultimatum (1994)
- Plughead Rewired: Circuitry Man II (1994)
- Manosaurus (1994)
- Космические дальнобойщики (1996)
- Могучие Рейнджеры: Патруль Времени (2001)
- Beneath Loch Ness (2001)
- Curse of the Forty-Niner (2003)
- Looney Tunes: Back in Action (2003)
- Devil’s Knight (2003)
- Король муравьёв (2003)
- Chastity (2005)
- The Strange Case of Dr. Jekyll and Mr. Hyde (2006)
- Tru Loved (2007)
- Green Street 2: Stand Your Ground (2009)
- The Drawn Together Movie: The Movie (2010)
- Darksiders — Самаэль (2010) — озвучка
- Deus Ex: Mankind Divided (2016) — озвучка
- Электрик (2022)